# Abali
Pour les articles homonymes, voir Abalı et Ilham Abali.
Abali, aussi écrit Ābʿalī (en persan : آبعلی), ou Ālārān, est une ville de la province de Téhéran en Iran. Elle abrite une station de sports d'hiver, dans la chaîne de l'Elbourz.